# Adel Safar
Adel Safar (in arabo عادل سفر; Damasco, 1953) è un politico siriano.
Dall'aprile 2011 al giugno 2012 è stato Primo ministro della Siria. Ha preso il posto del dimissionario Muhammad Naji al-Otari.
Nel giugno 2012 il suo Governo è stato sciolto dal Presidente Bashar al-Assad dopo le elezioni di maggio, boicottate dall'opposizione.
Dal settembre 2003 all'aprile 2011 è stato Ministro dell'agricoltura e delle riforme agrarie come membro del Governo guidato da Muhammad Naji al-Otari.
È alauita.